# Claus Michael Ringel
Claus Michael Ringel (né le 10 février 1945 à Zwickau) est un mathématicien allemand spécialisé en algèbre.

## Formation et carrière
Ringel étudie les mathématiques, la physique et la philosophie à partir de 1964 à l'université Goethe de Francfort et obtient le Diplom de mathématiques en 1968. Il soutient son doctorat en 1968 dans la même université sous la direction de Friedrich-Wilhelm Bauer avec une thèse intitulée Diagonalisierungspaare in der Homologischen Algebra (« Paires de diagonalisation en algèbre homologique »). Il devient ensuite assistant de recherche à l'université de Tübingen et, en 1971-1972, professeur assistant à l'université Carleton (où il collabore avec Vlastimil Dlab (en)). En 1972, il soutient son habilitation à Tübingen et y devient Universitätsdozent.
En 1974, Ringel devient conseiller scientifique et professeur à l'université de Bonn. De 1978 jusqu'à sa retraite en 2010, il est professeur à l'université de Bielefeld. De 2010 à 2013, il est professeur invité à l'université Jiao-tong de Shanghai. Depuis 2000, il a été plusieurs fois professeur invité à l'université de sciences et technologie de Chine à Hefei et, depuis 2011, il enseigne occasionnellement en tant que professeur adjoint à l'université du roi Abdulaziz de Djeddah.

## Travaux de recherche
Les recherches de Ringel portent sur la théorie des représentations des algèbres. De 1991 à 2000, il dirige le projet Representations of algebras et, de 1995 à 2000, le projet Structure of quantum groups dans le cadre du Centre de recherche collaborative 343 Discrete structures in mathematics ; il dirige également le projet Topological and spectral structures topologiques in representaion theory dans le cadre du Centre de recherche collaborative 701 Spectral structures and topological methods. Il a publié plus de 140 articles (en 2005) et a été classé chercheur hautement cité par l'ISI en 2004.
Ringel est conférencier invité au Congrès international des mathématiciens en 1983 à Varsovie avec un exposé sur les Représentations indécomposables des algèbres de dimension finie. Il est membre de l'Académie norvégienne des sciences et des lettres et, en 2004, il reçoit un diplôme de docteur honoris causa de l'université norvégienne des sciences et technologies de Trondheim. Il est de plus membre de l'American Mathematical Society depuis 2012.
En 2005-2006, il est président du comité d'évaluation des mathématiques de la Deutsche Forschungsgemeinschaft.

## Publications choisies

### Articles
- Dieter Happel et Claus Michael Ringel, « Tilted algebras », Transactions of the American Mathematical Society, vol. 274, no 2,‎ 1982, p. 399-443 (DOI 10.1090/s0002-9947-1982-0675063-2, MR 0675063)
- (de) « Unzerlegbare Darstellungen endlich-dimensionaler Algebren », Jahresbericht DMV, vol. 85,‎ 1983, p. 86-105 (zbMATH 0506.16019, lire en ligne)
- Vlastimil Dlab et Claus Michael Ringel, « Quasi-hereditary algebras », Illinois Journal of Mathematics, vol. 33, no 2,‎ 1989, p. 280–291 (DOI 10.1215/ijm/1255988725, MR 0987824)
- « Hall algebras and quantum groups », Inventions Mathematicae, vol. 100, no 1,‎ 1990, p. 583-591 (DOI 10.1007/BF01231516)
- « Hall algebras », Banach Center Publications, Varsovie, vol. 26, no 1,‎ 1990, p. 433-447 (ISSN 0137-6934, lire en ligne)
- « Recent advances in the theory of finite dimensional algebras (1984-1990) », dans G. O. Michler et C. M. Ringel, Representation Theory of Finite Groups and Finite-Dimensional Algebras: Proceedings of the Conference at the University of Bielefeld from May 15–17, 1991, and 7 Survey Articles on Topics of Representation Theory, Birkhäuser, coll. « Progress in Mathematics » (no 95), 1991 (ISBN 978-3-7643-2604-3 et 978-3-0348-9720-4, DOI 10.1007/978-3-0348-8658-1), p. 141-192
- Claus Michael Ringel, « The category of modules with good filtrations over a quasi-hereditary algebra has almost split sequences », Mathematische Zeitschrift, vol. 208, no 1,‎ avril 1991, p. 209-223 (DOI 10.1007/bf02571521, MR 1128706, S2CID 120409415)
- The elementary 3-Kronecker modules, arXiv:1612.09141v (2016)

### Livres
- avec Vlastimil Dlab (en), Indecomposables representations of graphs and algebras, American Mathematical Society, coll. « Memoirs of the American Mathematical Society » (no 173, vol. 6), juillet 1976, 57 p. (lire en ligne)
- Tame algebras and integral quadratic forms, Springer, coll. « Lecture Notes in Mathematics » (no 1099), 1984, xiii+380 p. (ISBN 978-3-540-13905-8 et 978-3-540-39127-2, DOI 10.1007/BFb0072870, lire en ligne) ; « aperçu du chapitre 1 », dans ibid. (DOI 10.1007/BFb0072871)
- avec Henning Krause (éd.), Infinite length modules, coll. « Trends in Mathematics », 2000, ix+439 p. (ISBN 978-3-7643-6413-7 et 978-3-0348-9562-0, DOI 10.1007/978-3-0348-8426-6, lire en ligne)
- avec Vlastimil Dlab (éd.), Representations of finite dimensional algbras and related topics in Lie theory and geometry, American Mathematical Society and Fields Institute, coll. « Fields Institute Communications » (no 40), 2004 (ISBN 978-0-8218-3416-9, lire en ligne)